# 와니촌
와니촌(和邇村)은 시가현 시가군에 설치되었던 촌이다.